# Andiperlodes
Andiperlodes är ett släkte av bäcksländor. Andiperlodes ingår i familjen Gripopterygidae.
Kladogram enligt Catalogue of Life:
| Andiperlodes | \| \| Andiperlodes holdgatei \| \| \| \| \| \| Andiperlodes tehuelche \| \| \| \| |
|              | \| \| Andiperlodes holdgatei \| \| \| \| \| \| Andiperlodes tehuelche \| \| \| \| |
|              | Andiperlodes holdgatei                                                            |
|              |                                                                                   |
|              | Andiperlodes tehuelche                                                            |
|              |                                                                                   |